# インシリ州
インシリ州（インシリしゅう、アラビア語: ولاية إينشيري）は、モーリタニアを構成する12の州の一つ。

## 隣接州
- ダフレト・ヌアジブ州
- アドラル州
- トラルザ州

## 県

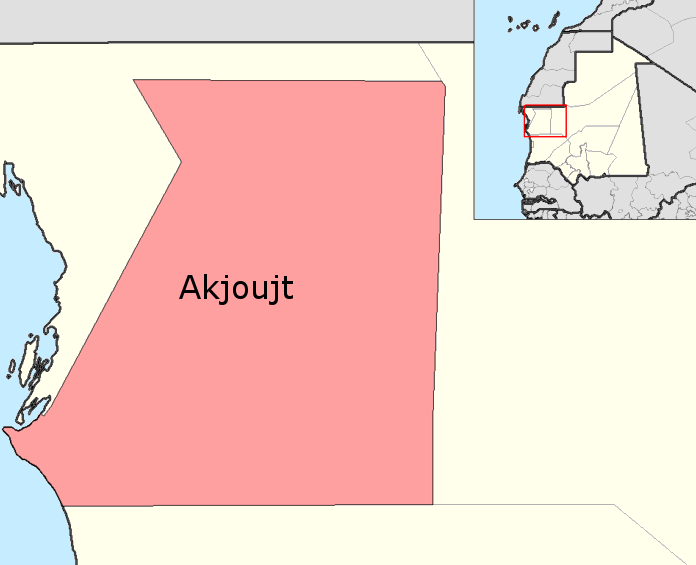
インシリ州の県

インシリ州はアクジュジト県のみで構成される。